# 林浩彦
林 浩彦（はやし ひろひこ、1953年〈昭和28年〉1月8日 - 2017年〈平成29年〉2月26日）は、主に愛媛県で活動したフリーアナウンサー、ミュージシャン。

## 人物
広島県広島市出身。慶應義塾大学卒業。
英語が堪能であり、過去に塾の英語担当講師をしたほどである。世界各国のミュージシャンが訪日したときにインタビューをしたこともある。
南海放送のアナウンサー田中和彦によりスカウトされDJを始めた。一時期活躍の場をFM愛媛に移したが、のちに南海放送に戻っている。
ギタリストとしても、数々のバンドに参加した実績があり、ピアノも独学で習得した。
高校生のとき、深夜喫茶で初めて見たキスの場面でアレサ・フランクリンのAin't No Wayが流れていたのが記憶に残っている。

## 担当した番組
- POPSヒコヒコタイム （南海放送ラジオ）[1]
- 夜のモットスタジオ（南海放送ラジオ）[1]
- Your Sweet Story（南海放送ラジオ）[1]
- わがままステーション （南海放送ラジオ）
- 生ラジ7じ-9じ （FM愛媛）
- 本気（まじ）?ラジ! （南海放送ラジオ 火13:35～16:49）
- 青春シャッフル （南海放送ラジオ 木･金22:00～24:00）
- 四国クローバーネット おやつドキッ! （南海放送、西日本放送、四国放送、高知放送 土15:00～16:00）